# Stenopogon gracilis
Stenopogon gracilis är en tvåvingeart som först beskrevs av Macquart 1838.  Stenopogon gracilis ingår i släktet Stenopogon och familjen rovflugor. Inga underarter finns listade i Catalogue of Life.